# Freesia grandiflora

Freesia grandiflora és una planta fanerògama que pertany a la família de les iridàcies. És originària de Sud-àfrica.

## Descripció
Freesia grandiflora és una planta herbàcia perennifòlia, geòfita que assoleix una grandària de 12-60 cm d'altura; amb el corm globós d'1-1,5 cm de diàmetre. Tenen diverses fulles, en general arriben a la base de l'espiga, però de vegades superiors a ella, 4-30x0,6-1,2 cm. Les tiges són erectes, simples o ramificades 2-4. La inflorescència en bec amb 2 a 6 flors; bràctees suaus, d'1-2 cm de llarg; flors de color vermell, rares vegades de color rosa, els 3 tèpals inferiors, cadascun amb una marca vermella fosca a la base; el periant amb erecte tub acampanat, prim a baix, ample i amb forma de copa a dalt, de 2-3 cm de llarg. El fruit és una càpsula de 0,8-1x0,7-0,8 cm, llis a papil·lat irregular.

## Ecologia
Es troba en l'ombra en boscos i matolls; a prop de formiguers; a una altitud de 450-1800 m alt.

## Taxonomia
Freesia grandiflora va ser descrita per (Baker) Klatt i publicat a Conspectus Florae Africae 5: 187. 1895.
Etimologia
Freesia nom genèric que va ser dedicat en honor del metge alemany Friedrich Heinrich Theodor Freese (1795-1876).
grandiflora: epítet llatí que significa "amb flors grans".
Sinonímia
- Anomatheca grandiflora Baker
- Freesia rubella Baker
- Hesperantha rubella Baker
- Lapeirousia graminifolia (Baker) L.Bolus
- Lapeirousia grandiflora Jacq.
- Lapeirousia grandiflora (Baker) Baker
- Tritonia graminifolia Baker[4][5]